# Xiang Si
Xiang Si (chinois : 项斯 ; chinois traditionnel : 項斯 ; pinyin : Xiàng Sī ; Wade : Hsiang Su) avec le nom de courtoisie Ziqian (子迁), est fonctionnaire et un poète célèbre de la dynastie Tang originaire du comté de Yue'an dans la préfecture de Taizhou (actuel Xianju, Zhejiang). D’abord reconnu par le poète Zhang Ji (772-830), il est ensuite remarqué par Yang Jingzhi, directeur de l’Académie impériale, avant d’obtenir le titre de jinshi et de connaître une carrière de fonctionnaire. 

## Biographie
Il est né probablement à Xianju (Zhejiang), mais son lieu de naissance reste débattu. Dans sa jeunesse, Xiang Si construit une hutte sur le pic Chaoyang (actuel mont Jing à Hangzhou) où il vit en ermite. Il passe ses journées à lire, composer des poèmes et étudier les règles prosodiques. À cette époque, le district ne possédait pas encore d’académie, mais les monastères anciens étaient nombreux. Xiang Si échange souvent poèmes et culture avec les moines, cherchant à s’améliorer .
À 20 ans, il se rend à la capitale pour les examens impériaux. Il essuie de nombreux échecs. À Chang'an, il partage une grande amitié avec le célèbre poète Zhang Ji de Jiangnan avec qui il échange des poèmes. En 843, Xiang Si envoie des poèmes à Yang Jingzhi, directeur de l’Académie impériale, en espérant obtenir son soutien. Après la lecture de ces poèmes, Yang le loue et il lui dédie même un poème qui se termine par la phrase célèbre qui est devenue un proverbe : Partout je vante Xiang Si à qui veut l’entendre.
Grâce à l’appui de Yang, Xiang Si qui gagne en renommée et il obtient finalement le titre de jinshi l’année suivante. 
Après avoir obtenu ce titre, Xiang Si entre dans la fonction publique. Il est nommé préfet du district de Dantu. Puis, il est promu à plusieurs reprises pour finalement devenir gouverneur provincial de Jizhou (actuel Ji'an, Jiangxi). Il serait mort en poste vers 860.
Xiang Si épouse une femme de la famille Li, avec qui il a trois fils : Tianxian, Tianyan et Tianli. 
Sa vie, marquée par des voyages incessants en quête de gloire officielle, le mène un peu partout en Chine. Ayant beaucoup de facilité dans les relations sociales, il noue des amitiés durables avec des lettrés, des moine, des fonctionnaires, et même des étrangers, « comme en témoignent les dix figures nommément citées dans ses œuvres ».

## Poésie
Le style de Xiang Si est d’une clarté subtile et d’une singularité remarquable. Il se distingue par une émotion captivante, et une prédilection pour les paysages frontaliers, montagnards ou ruraux. Vivant dans une période troublée par les guerres, ses poèmes parlent des souffrances du peuple, dénoncent aussi les contradictions sociales et bureaucratiques, et ils dépeignent, entre autres, les paysages majestueux de la Chine.
Environ quatre-vingt-dix-sept de ses poèmes sont enregistrés dans le volume 554 de Poésie complète de la dynastie Tang (全唐诗). 

### Poème

#### Adieu(贈別)
| Chinois 魚在深泉鳥在雲， 從來只得影相親。 他時縱有逢君處， 應作人間白髮身。 | Traduction libre Les poissons nagent dans les sources profondes, les oiseaux volent dans les nuages Depuis, toujours, seules leurs ombres sont liées. Si un jour nous devrions nous revoir quelque part, Ce sera sans doute sous des cheveux blancs. |